# Chór „Canto”
Chór „Canto” przy Zespole Szkół Muzycznych we Włocławku działający od roku 1991.

## Historia
Chór „Canto” rozpoczął działalność przy Zespole Szkół Muzycznych we Włocławku w 1991 roku.
Przez ten czas wpisał się w krajobraz kulturalny Włocławka. W repertuarze zespołu znalazły się utwory dawne i współczesne, kompozytorów polskich i obcych, negro spirituals oraz opracowania pieśni ludowych. Pod batutą mgr Mariana Szczepańskiego chór „Canto” został laureatem wielu konkursów, festiwali i przeglądów w Polsce i za granicą.
Muzyka w wykonaniu chóru „Canto” jest także atrakcją wielu imprez organizowanych w mieście i w regionie, w tym: koncertów charytatywnych, mszy, spotkań opłatkowych, inauguracji roku akademickiego.
Chór jest inicjatorem licznych przedsięwzięć, w tym m.in.:
- koncertów kolędowych
- corocznych Koncertów Pieśni Pasyjnych
- koncertów poświęconych pamięci Jana Pawła II
- realizowanych w cyklu 2-letnim Kujawskich Spotkań Chóralnych

Chór utrzymuje serdeczne kontakty z wieloma przyjaciółmi zagranicznymi m.in.: z chórem „GABIJA” Uniwersytetu Technicznego im. Giedymina w Wilnie, chórem młodzieżowym z Domu Kultury im. „Lensowieta” w Sankt Petersburgu, z chórami „ORFEON DE CABONARA” i „CORO MINERO DE TURON” z Hiszpanii, z chórem „ARS MUSICA” z Polskiego Gimnazjum w Czeskim Cieszynie.
Chór koncertował w Hiszpanii (1999, 2009), w Bułgarii (2011, 2017) na Litwie (2012, 2019), w Macedonii (2013, 2015), we Włoszech (2014), w Niemczech (2016), w Grecji (2017) i na Ukrainie (2019).

### Osiągnięcia
- 1992 I miejsce w Konkursie Chórów Szkół Muzycznych Regionu Kujawsko-Pomorskiego w Inowrocławiu
- 1993 I miejsce w Konkursie Chórów Szkół Muzycznych Regionu Kujawsko-Pomorskiego w Inowrocławiu
- 1994 I miejsce w Konkursie Chórów Szkół Muzycznych Regionu Kujawsko-Pomorskiego w Inowrocławiu
- 1996 II miejsce w Ogólnopolskim Konkursie Chórów Szkół Muzycznych w Myśliborzu
- 1997 wyróżnienie w Konkursie Chórów Szkół Muzycznych Regionu Kujawsko-Pomorskiego w Inowrocławiu
- 1997 wyróżnienie w Ogólnopolskim Konkursie Chórów Szkół Muzycznych w Myśliborzu
- 1998 nagroda Ministra Kultury w ogólnopolskim programie „Talenty”
- 1999 I miejsce w konkursie o Puchar Marszałka Województwa Kujawsko-Pomorskiego
- 2000 I miejsce na Łódzkim Festiwalu Muzycznym i Puchar Marszałka Sejmiku Samorządowego woj. łódzkiego za najlepsze wykonanie pieśni kompozytora pochodzącego z Łodzi
- 2002 III miejsce w I Ogólnopolskim Konkursie Kolęd w Toruniu
- 2003 I Ogólnopolski Konkurs Pieśni Pasyjnej w Bydgoszczy – III miejsce
- 2004 I Ogólnopolski Konkurs Chórów „Ars Liturgica” w Toruniu – III miejsce
- 2005 II Ogólnopolski Konkurs Pieśni Pasyjnej w Bydgoszczy – III miejsce
- 2005 Łódzki Festiwal Chóralny „Cantio Lodziensis” w Łodzi – II miejsce
- 2005 I miejsce i Puchar Marszałka Sejmiku Samorządowego woj. kujawsko-pomorskiego w wojewódzkim konkursie chórów w Bydgoszczy
- 2006 Turniej Chórów o „Wstęgę Drwęcy” w Brodnicy – Grand Prix
- 2006 Ogólnopolski Konkurs Kolęd i Pastorałek „Gaudium Magnum”w Chełmnie – I miejsce i Grand Prix
- 2006 I miejsce na Ogólnopolskim Festiwalu Pieśni Chóralnej „Cantate Domino” w Krakowie
- 2006 II Ogólnopolski Konkurs Chórów „Ars Liturgica” w Toruniu I miejsce
- 2007 III Ogólnopolski Konkurs Pieśni Pasyjnej w Bydgoszczy – Brązowy Dyplom
- 2007 II Festiwal Chóralny „Cantate Domino” w Krakowie – I miejsce
- 2007 II miejsce na Festiwalu Chórów Szkół Muzycznych w Inowrocławiu (I miejsce w kategorii chórów ZSM II stopnia)
- 2007 – Warszawski Międzynarodowy Festiwal Chóralny – uczestnictwo
- 2008 – XX Ogólnopolski Festiwal Pieśni o Morzu w Wejherowie – III miejsce
- 2009 – IV Ogólnopolski Konkurs Pieśni Pasyjnej – Brązowy Dyplom
- 2009 – XII Łódzki Festiwal „CANTIO LODZIENSIS” – III miejsce
- 2009 – Konkurs Chórów o Puchar Marszałka Województwa Kujawsko-Pomorskiego w Bydgoszczy – I miejsce
- 2010 – IV Ogólnopolski Konkurs Chórów „Ars Liturgica” – Złoty Dyplom
- 2010 – V Międzynarodowy Festiwal Chóralny "Cantate Domino" w Krakowie-wyróżnienie
- 2011 – V Ogólnopolski Konkurs Pieśni Pasyjnej w Budgoszczy-Brązowy Dyplom
- 2011 – Warszawska Wiosna Chóralna.I Ogólnopolski Konkurs Chórów Szkół Muzycznych-Złoty Dyplom
- 2011 – III Międzynarodowy Konkurs Chóralny w Kiten (Bułgaria) – I miejsce
- 2012 – Ogólnopolski Konkurs Kolęd i Pastorałek „Gaudium Magnum”w Chełmnie – Złoty Dyplom
- 2012 – I Międzynarodowy Konkurs Chóralny w Ejszyszkach (Litwa) – I miejsce
- 2012 – Ogólnopolski Festiwal Chóralny im. Jana Bosko w Aleksandrowie Kujawskim – I miejsce
- 2012 – VI Ogólnopolski Festiwal Chóralny im. Wacława z Szamotuł w Szamotułach – I miejsce
- 2013 – XXI Ogólnopolski Festiwal Pieśni o Morzu w Wejherowie – Srebrne Pasmo
- 2013 –  Ohrid Choir Festival (Macedonia)-Srebrny Dyplom
- 2013 –  XVI Łódzki Festiwal „CANTIO LODZIENSIS” – I miejsce
- 2014 – VI Toscana Music Festiwal w Monecatini Terme(Włochy)-udział
- 2014 – VI Ogólnopolski Konkurs Chórów „Ars Liturgica” – I miejsce
- 2015 – X Ogólnopolski Konkurs Kolęd i Pastorałek w Chełmnie – I miejsce
- 2015 – VII Ogólnopolski Konkurs Pieśni Pasyjnej – Złoty Dyplom
- 2015 – XXII Festiwal Pieśni o Morzu w Wejherowie – Grand Prix
- 2015 – I Przegląd Chórów Szkół Muzycznych w Województwie Kujawsko-Pomorskim w Toruniu – Grand Prix
- 2015 – Ohrid Choir Festival (Macedonia) – Złote pasmo i Grand Prix
- 2015 – XVIII Ogólnopolski Festiwal Chóralny "Cantio Lodziensis" w Łodzi - I miejsce
- 2016 – III Międzynarodowy Festiwal Muzyki Pasyjnej w Szczecinie – I miejsce
- 2016 – VII Ogólnopolski Festiwal Chóralny "Ars Liturgica" w Gnieźnie-Złoty Dyplom
- 2016 – XXVIII Międzynarodowy Festiwal Muzyki Religijnej im.Ks. Stanisława Ormińskiego w Rumi-Grand Prix
- 2017 – VIII Ogólnopolski Konkurs Pieśni Pasyjnej w Bydgoszczy-Złoty Dyplom
- 2017 – XXIII Ogólnopolski Festiwal Pieśni o Morzu w Wejherowie- Złoty Dyplom
- 2017 – II Przegląd Chórów Regionu Kujawsko-Pomorskiego w Toruniu-Złoty Dyplom
- 2017 – III Ogólnopolski Festiwal Chóralny " Pater Noster " w Strzepczu-Złoty Dyplom
- 2017 – X Międzynarodowy Festiwal Chóralny w Kamczji (Bułgaria) -I miejsce
- 2017 – II Ogólnopolski Festiwal "Musica Vera" w Toruniu- I miejsce
- 2017 – II Ogólnopolski Festiwal Chóralny " Cantantes Lublinenses" - Złoty Dyplom
- 2018 – I Ogólnopolski Festiwal Chóralny " Musica in urbe" w Bydgoszczy - Złoty Dyplom
- 2018 – 49 Ogólnopolski Turniej Chórów " Legnica Cantat" w Legnicy - Złoty Dyplom(III miejsce)
- 2018 – Międzynarodowy Festiwal Chóralny "Music and Sea" w Paralii (Grecja)- II miejsce
- 2018 – II Ogólnopolski Festiwal Chóralny im.Mikołaja Zieleńskiego w Łowiczu - Złoty Dyplom
- 2019 – III Przegląd Chórów Szkół Muzycznych Regionu Kujawsko-Pomorskiego w Toruniu - Złoty Dyplom
- 2019 – V Ogólnopolski Festiwal Chóralny "Pater Noster" w Strzepczu - II miejsce
- 2019 – XXII Łódzki Festiwal Chóralny " Cantio Lodziensis" w Łodzi – Złoty Dyplom
- 2022 - I Ogólnopolski Festiwal Muzyki Organowej i Chóralnej "Surrexit vere" we Włocławku -Złoty Dyplom
- 2022- IV Ogólnopolski Konkurs i Festiwal "Musica in urbe"w Bydgoszczy-Złoty Dyplom
- 2022- I Ogólnopolski Festiwal Chóralny Pieśni Patriotycznej "Musica Patriae" w Poznaniu- Grand Prix
- 2023- XVIII Ogólnopolski Konkurs Kolęd i Pastorałek w Chełmnie- Grand Prix
- 2023- XV Pomorski Festiwal Pieśni Wielkopostnej w Kielnie( gm.Szemud)-Złote Pasmo
- 2023- II Ogólnopolski Festiwal Muzyki Organowej i Chóralnej "Surrexit vere" we Włocławku-Złoty Dyplom
- 2023-VII Ogólnopolski Festiwal Pieśni Religijnej "Pater noster" w Strzepczu -III miejsce